# Самуэ
Самуэ (яп. 作務衣) — одежда японского дзэн-буддистского монаха.
Сделана из хлопка или льна, традиционные цвета коричневый или индиго. Монахи надевают самуэ во время выполнения трудовых обязанностей, таких, как поддержание храма и полевые работы.

## Современность
В наше время самуэ стало популярно как рабочая одежда.
Исполнители музыки на сякухати иногда носят самуэ из-за исторической ассоциации инструмента с дзэн-буддизмом.